# Erythridula scytha
Erythridula scytha är en insektsart som först beskrevs av Auten och Johnson 1936.  Erythridula scytha ingår i släktet Erythridula och familjen dvärgstritar. Inga underarter finns listade i Catalogue of Life.